# Francisco Alves Rente
Francisco Alves Rente (Porto, 1851 — 1891) foi um maestro e compositor português, autor de operetas, zarzuelas e peças para piano. Em sua homenagem existe a Sociedade Musical Alunos de Alves Rente, na Junqueira, em Lisboa.